# Tradición militar

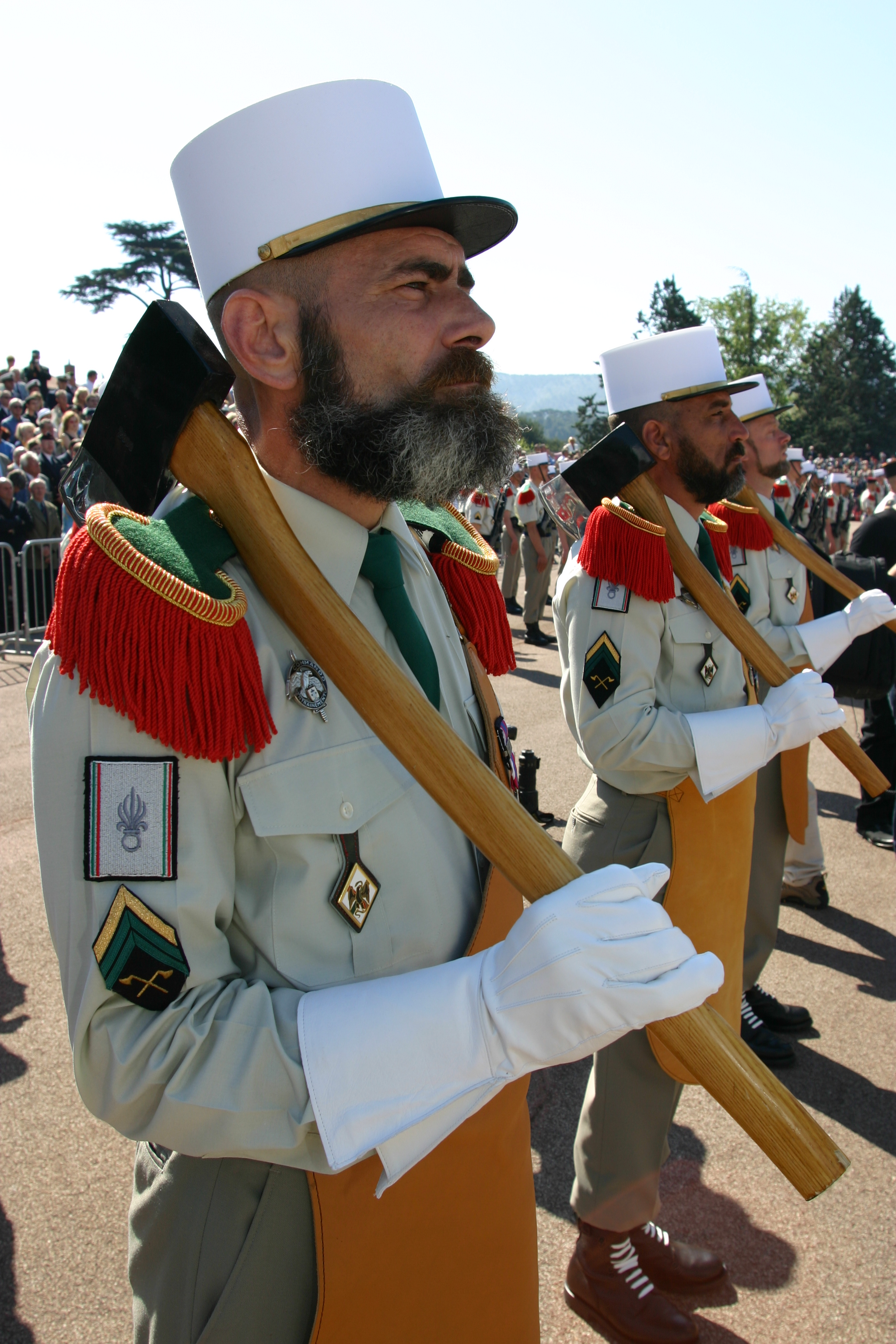
Los Pionniers (pioneros) son los Ingenieros Militares y una unidad tradicional de la Legión Extranjera Francesa. El sapeurs de la Legión tradicionalmente deportivos de gran envergadura barba, usa delantales de cuero y guantes.

La tradición militar es el conjunto específico de prácticas asociadas con los militares o los soldados en general. El concepto puede describir el estilo de uniforme militar, desfile, o incluso la música de una unidad militar.

## Estados Unidos
En los Estados Unidos, la tradición militar es un término general, que puede referirse a una simple relación entre padre e hijo o un mucho más tiempo, la línea de antepasados de largo (que es el sentido normal). A menudo se describe que el sur de Estados Unidos en su conjunto tienen una tradición militar, que está representado en la representación mucho mayor de los sureños en los EE. UU. de hoy ya lo largo de la historia militar de la nación.

## Japón

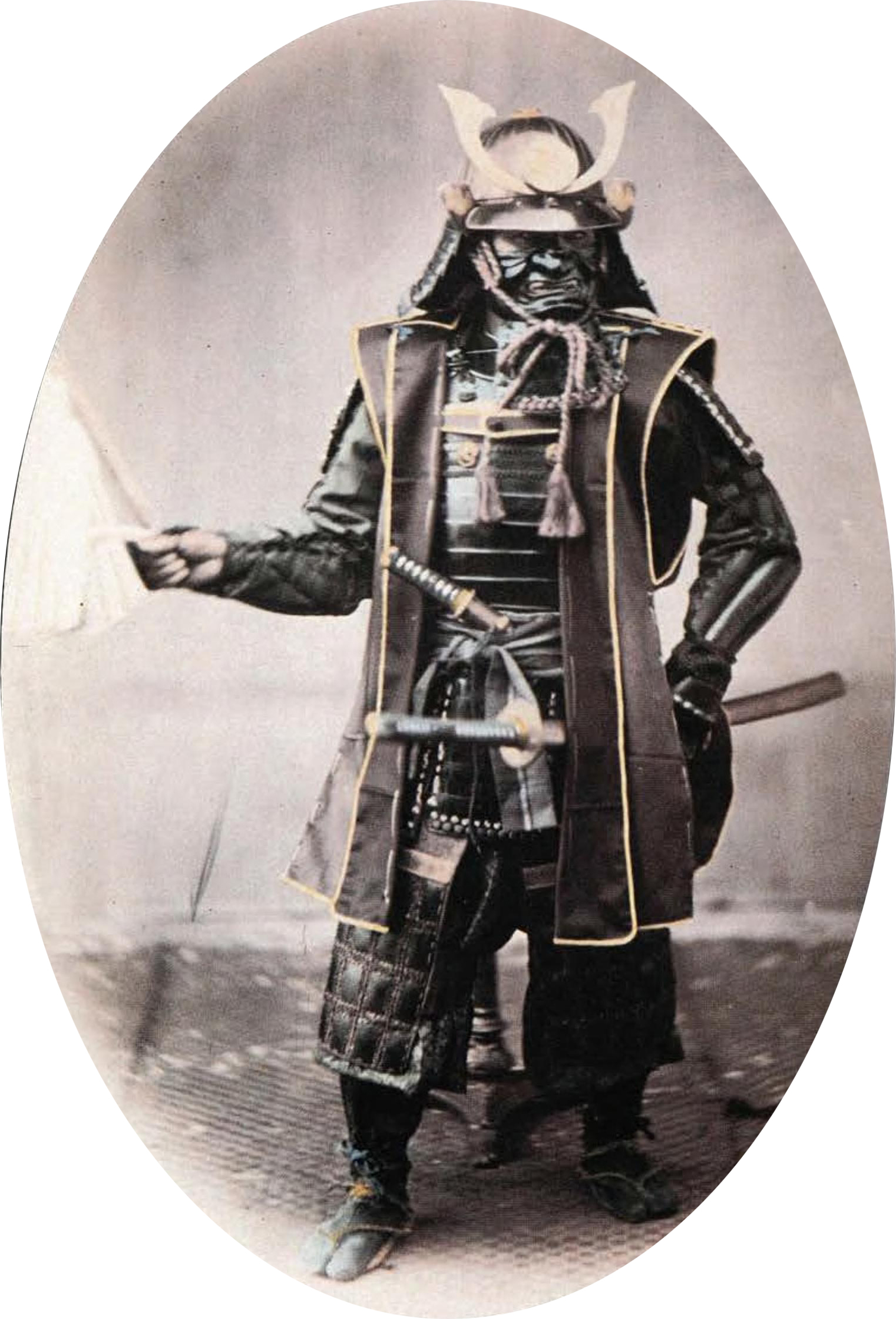
Un guerrero samurai tradicional, alrededor de 1860. Fotografía de Felice Beato

En Japón, la tradición militar se basa en el código bushidō. Bushidō, traducido como "camino del guerrero" en Español, fue el estricto código de disciplina militar, se adhirió a los guerreros samurai.